# Max Lilja
Pour les articles homonymes, voir Lilja.
Max Lilja, né le 27 octobre 1975 à Vantaa (en Finlande), est un violoncelliste.

## Biographie
Max Lilja fut un élève de l'Académie Sibelius à Helsinki. Il eut pour professeur Raimo Sariola.
Max a d'abord appris à jouer du violon mais il préfèrera le violoncelle. À 9 ans, il devient le plus jeune élève de la Music Academy.
C'est en 1993 qu'il devient membre d'Apocalyptica, à cette époque il s'est occupé de toutes les parties à la batterie.
À partir de 2007 il entre dans le groupe de Tarja Turunen. Il est actuellement membre de Hevein et joue aussi avec la chanteuse Jo Hope.

Il joue avec un violoncelle Louis Guersan (1938), mais aussi avec un Roderich Paesold (1982) et un archet W. Hill & Sons (1927). Il utilise des cordes Larsen Soloist et Spirocore Tungsten.